# Unabdingbarkeit
Mit Unabdingbarkeit, auch unabdingbarem oder zwingendem Recht (lat. ius cogens), bezeichnet man eine Regelung in einem Gesetz, von der nicht durch vertragliche Vereinbarung abgewichen werden kann. Gegensatz ist das abdingbare Recht.

## Funktion
Unabdingbare Normen dienen der Sicherheit des Rechtsverkehrs, schützen das Vertrauen Dritter, sollen grobe Ungerechtigkeit verhindern und soziale Ungleichgewichte ausgleichen. 
Unabdingbar sind z. B. Rechtsinstitute, die dem Typenzwang unterliegen. Eine besondere Bedeutung hat das ius cogens im Völkerrecht, wo es einen unabdingbaren menschenrechtlichen Mindeststandard bezeichnet. Ähnliche Bedeutung haben im Grundgesetz die Ewigkeitsklausel, nach der grundlegende Verfassungsprinzipien selbst durch verfassungsändernde Mehrheit nicht geändert werden können (Art. 79 Abs. 3 GG) und die in ihrem Wesensgehalt garantierten Grundrechte (Art. 19 Abs. 2 GG).
Ein bestimmter Fundus an unabdingbaren Rechtsnormen ist notwendig, damit die Rechtsordnung ihre Ordnungs- und Friedensfunktion erfüllen kann.

## Bedeutung im Zivilrecht
Im Vertragsrecht schränken unabdingbare Bestimmungen das Prinzip der Privatautonomie ein. Die meisten schuldrechtlichen Bestimmungen können abbedungen werden, anders dagegen das Sachen-, Familien- und Erbrecht (§ 1518 BGB).
Dass eine Vorschrift unabdingbar ist, ergibt sich meistens aus dem Wortlaut, etwa wenn ein Recht "nicht durch Rechtsgeschäft ausgeschlossen oder beschränkt" oder nicht "durch anderweitige Gestaltungen umgangen werden" kann (§ 137, § 306a BGB). 
Vorschriften können auch nur teilweise unabdingbar sein, etwa nicht zulasten eines wirtschaftlich schwächeren Vertragspartners (z. B. nicht zum Nachteil von Verbrauchern, § 487 BGB), nicht zu einem bestimmten Zeitpunkt (nicht "im Voraus", § 202, § 248 BGB) oder nicht in einer bestimmten Form (nicht durch Allgemeine Geschäftsbedingungen, § 305 BGB). 
Tarifdispositives Recht kann zwar durch Tarifvertrag, nicht aber in einem Arbeitsvertrag abgeändert werden, z. B. § 13 BUrlG oder vom Gesetz abweichende Arbeitszeiten (§ 7 ArbZG).

## Sonderfall: Halbzwingendes Recht
Unter halbzwingendem Recht versteht man Normen, die nur Abweichungen zum Nachteil der durch die Norm geschützten Partei für unwirksam erklären.
Beispielsweise verbietet § 476 Abs. 1 S. 1 BGB beim Verbrauchsgüterkauf nur Abweichungen zulasten des Verbrauchers, nicht aber zulasten des Unternehmers. 
Traditionell haben halbzwingende Vorschriften im Arbeits- und Mietrecht große Relevanz, weil Arbeitnehmer und Mieter als strukturell schwächere Partei schützenswert sind.